# Philippe Soupault
 (mai 2022).
Si vous disposez d'ouvrages ou d'articles de référence ou si vous connaissez des sites web de qualité traitant du thème abordé ici, merci de compléter l'article en donnant les références utiles à sa vérifiabilité et en les liant à la section « Notes et références ».
Pour les articles homonymes, voir Soupault (homonymie).
Philippe Soupault, né le 2 août 1897 à Chaville et mort le 12 mars 1990 à Paris 16e, est un écrivain, poète et journaliste français, cofondateur du surréalisme.

## Biographie

### Famille
Il est le troisième enfant du docteur Maurice Soupault, gastro-entérologue, médecin des hôpitaux de Paris, riche propriétaire terrien en Beauce, et de Cécile Dancongnée, fille de Victor Léon Dancongnée, célèbre avocat au Conseil d'État dont la famille originaire du Puy-en-Velay avait fait fortune dans la dentelle. La sœur de sa mère, Louise, épouse Fernand Renault, frère aîné de Louis Renault. Philippe Soupault portera un jugement très dur sur son oncle par alliance. Il le décrit dans Le Grand Homme ou Histoire d'un Blanc.
Il est également l'oncle d'Olivier Sabouraud et de Brigitte Sabouraud, qui est une auteur-compositrice-interprète de chanson française et la cofondatrice du cabaret L'Écluse.
Il est le père de deux filles : Nicole (1920-1988), de son premier mariage (1918) avec Suzanne Pillard Verneuil (1895-1980), et Christine qui, née de son second mariage (1923) avec Marie-Louise Le Borgne (1894-1955), épousera l'architecte Paul Chemetov.

### Du dadaïsme au surréalisme

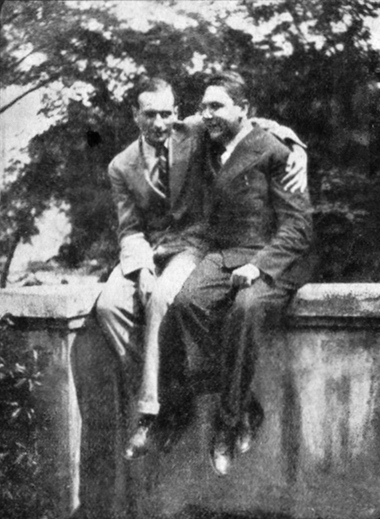
Philippe Soupault (à gauche) et Vítězslav Nezval, Prague, 1927.

En 1917, Soupault est sous les drapeaux, affecté aux services auxiliaires au commissariat des Essences et Pétroles. Il publie alors ses premiers poèmes grâce à Guillaume Apollinaire et l'été de la même année, ce dernier lui fait rencontrer André Breton, lui aussi militaire. Breton rencontre Louis Aragon en octobre 1917. Les trois jeunes sous l'uniforme deviennent très amis et ils partagent le même dégoût de la guerre et de la société bourgeoise. Avec André Breton et Louis Aragon, Soupault participe à l'aventure Dada, qu'il considère comme une « table rase nécessaire », pour ensuite se tourner vers le surréalisme, dont il est un des principaux fondateurs avec André Breton. Avec ce dernier, il a en effet écrit le recueil de poésie Les Champs magnétiques en 1919, selon le principe novateur de l'écriture automatique. Ce recueil de poésie peut être considéré comme une des premières œuvres surréalistes, alors que le mouvement ne sera lancé effectivement qu'en 1924 avec le premier Manifeste du surréalisme d'André Breton.
Soupault est exclu du mouvement surréaliste en 1926, avec le motif « trop de littérature », alors que le mouvement surréaliste s'engage dans la cause communiste.

### L’amour fou
Le 7 novembre 1933, lors de la « fête de la Révolution » à l’ambassade soviétique où se retrouve le Tout-Paris intellectuel, Philippe Soupault fait la rencontre d’une Allemande, Ré Richter (Meta Erna Niemeyer, dite), qui divorça de Hans Richter. Ils se marient en 1937. Ré fait déjà partie du cercle d’artistes parisiens qui évolue autour de Man Ray, Fernand Léger, Elsa Triolet, Max Ernst, Kiki et bien d’autres. Cette ancienne élève du Bauhaus et amie des dadaïstes berlinois, leur fait découvrir l’avant-garde allemande jusque-là peu connue en France. Le couple qu’elle forma avec Philippe Soupault concrétise ce fructueux partage artistique.

### Le journalisme
Depuis la fin des années 1920, Philippe Soupault était devenu un journaliste français célèbre. Il travaille notamment pour VU, Excelsior ou L’Intransigeant. Il croit au talent de Ré sa future femme qui a étudié l’art et il la convainc donc d’illustrer ses reportages.
Dès 1934, le couple Soupault sillonne le monde, voyageant en Allemagne, en Autriche, en Suède, en Angleterre puis aux États-Unis. Lui écrivant, elle photographiant. Comme il le racontera dans ses entretiens sur France Culture, il rencontra même par hasard dans un ascenseur Hitler et son aide de camp. Il regrettera de ne pas avoir eu un revolver à ce moment-là. De même, il croisa un jour Staline et fut surpris par l'expression cruelle de son visage. Ce jour-là, il le vit boire 24 vodkas dans une réception mais on lui affirma que Staline les jetait discrètement sans les boire. En 1935, ils font ensemble une série de reportages en Norvège, de nouveau en Allemagne, en Tchécoslovaquie, en Angleterre, en Espagne (1936) et enfin en Tunisie. Philippe Soupault est chargé par Léon Blum, alors président du Conseil du Front populaire, de lancer une nouvelle station antifasciste Radio Tunis, qu’il dirige de 1937 à 1940. En 1941, ils voyagent à travers tout le pays à vélo. Ils veulent rencontrer la population, voir de leurs propres yeux la réalité et en faire part : « nous voulions parler au peuple » racontera-t-elle dans un entretien pour Libération en 1994. Pourchassés tant par la police de Vichy que par la dictature nazie – Philippe Soupault est emprisonné durant six mois – ils parviennent, par un heureux concours de circonstances et sans pouvoir rien emporter, à fuir clandestinement hors de Tunisie en novembre 1942, un jour avant que les troupes allemandes de Rommel n’envahissent Tunis. Leur maison de la rue el Karchani sera plusieurs fois pillée. Ils passent par l’Algérie et vont se réfugier sur le continent américain.
Durant l’année 1943, Philippe Soupault est chargé de nombreuses missions en Amérique du Nord, centrale et du Sud, où il travaille à reconstruire le réseau des agences de presse françaises pour le gouvernement de Charles de Gaulle. Ils retrouvent à New York leur groupe d’amis parisiens, Walter Mehring, Man Ray, Fernand Léger, Marcel Breuer, Herbert Bayer, Kurt Weill, Max Ernst. Ré accompagne Philippe dans tous ses voyages. Ils rencontrent Gisèle Freund et Victoria Ocampo en Argentine.

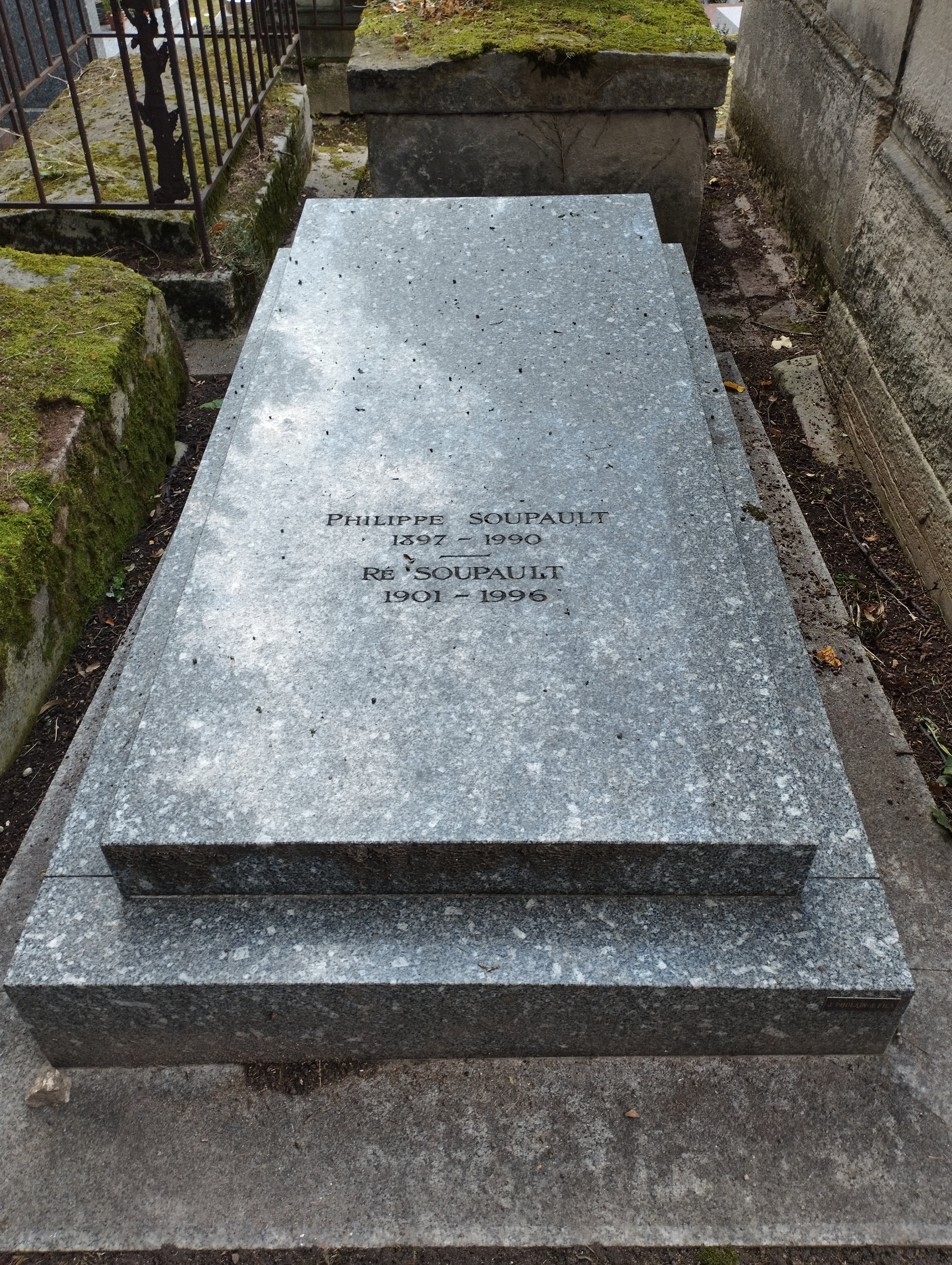
Tombe de Philippe Soupault au cimetière de Montmartre (division 17).

Ils font de nombreux voyages en Amérique du Sud durant l'année 1944 : Mexique, Bolivie, Colombie, Guatemala, Chili, Argentine, Brésil. Ils rentrent aux États-Unis en passant par Haïti, Cuba et un bref séjour à Swarthmore en Pennsylvanie, où Philippe enseigne à l’Université. L'année 1945 marque la séparation du couple Soupault.
Sa poésie est depuis le début très cosmopolite et ouverte aux mouvements d'avant-garde. Soupault fut aussi journaliste, critique, essayiste, producteur à la radio (en compagnie de Paul Gilson) et l'auteur de nombreux romans.
En 1989, Philippe Soupault participe sur France Culture à l'émission consacrée à son poème cinématographique Le Coeur volé dans la série de Jean-Pierre Pagliano "Cinémaquette ou Ecoutez les films que vous ne pouvez pas voir" (première diffusion: 13 novembre 1989).

### Mort
Il est inhumé au cimetière de Montmartre (17e division).

## Œuvres

### Poésie
- Aquarium. Paris, Imprimerie P. Birault, 1917.
- Rose des vents. Paris, Au Sans Pareil, 1919. http://sdrc.lib.uiowa.edu/dada/rose_des_vents/index.htm
- Les Champs magnétiques, avec André Breton. Paris, Au Sans Pareil, 1920.
- Westwego (1917-1922). Paris, Librairie Six, 1922. http://sdrc.lib.uiowa.edu/dada/westwego/index.htm
- Georgia. Paris, Éd. des Cahiers libres, 1926.
- Il y a un océan. Paris, Guy Lévis Mano, 1936.
- Poésies complètes 1917-1937. Paris, Guy Lévis Mano, 1937.
- Ode to the Bombed London. Ode à Londres bombardée. Alger, Charlot, 1944. Édition bilingue.
- Odes 1943-1946. Paris, Seghers, 1946.
- L'Arme secrète. Paris, Bordas, 1946.
- Message de l'île déserte (1942-1944). La Haye, Stols, 1947.
- Chansons. Lausanne, Eynard, 1949.
- Sans phrases. Osmose-Girard, 1953.
- Poèmes et Poésies (1917-1983). Paris, Grasset, 1973.
- Arc-en-ciel. Rome, Valori Plastici, 1979.
- Odes 1930-1980, Lyon, J.-M. Laffont, 1981.
- Poèmes retrouvés 1918-1981. Paris, Lachenal & Ritter, 1982.
- Poésies pour mes amis les enfants, avec des photos de Bernard Morlino, Paris, Lachenal & Ritter, 1983.
- Georgia, Épitaphes, Chansons. Préface de Serge Fauchereau. Paris, Poésie/Gallimard, 1983.
- Poèmes et Poésies. Paris, Grasset, "Les Cahiers rouges", 1987.
- Les Champs magnétiques. Publication en fac similé du manuscrit original de 1919. Paris, Lachenal & Ritter, 1988.
- Le Pirate
- C'est demain dimanche

### Romans et nouvelles
- Le Bon Apôtre, Paris, Éd. du Sagittaire, "Collection de la Revue européenne", n° 1, 1923.
- À la dérive, Paris, Ferenczi, coll. "Colette", 1923.
- Les Frères Durandeau, Paris, Grasset, 1924.
- Voyage d'Horace Pirouelle, Paris, Éd. du Sagittaire, coll. "Les Cahiers nouveaux", 1925.
  - Voyage d'Horace Pirouelle au Groenland. Présentation et publication en fac similé du manuscrit de 1918 par Claude Leroy in Philippe Soupault, le poète (dir. J. Chénieux-Gendron), 1992. Ce manuscrit avait été offert par Soupault à Blaise Cendrars.
- Le Bar de l'amour. Paris, Les Cahiers du mois, n° 11, 1925. Fragment d'En joue ! (1925).
- En joue !, Paris, Grasset, 1925.
  - Édition révisée et préfacée par l'auteur, Paris, Lachenal & Ritter, 1984.
- "Mort de Nick Carter", nouvelle, in Anthologie de la Nouvelle Prose française, Chez Simon Kra, 1926.
  - Édition en volume, Paris, Lachenal & Ritter, 1983.
- Corps perdu, Paris, Au Sans Pareil, 1926. Première version du roman Le Cœur d'or (1927).
- Le Cœur d'or, Paris, Grasset, 1927.
- Le Nègre, Paris, Éd. du Sagittaire, 1927.
  - Réédition, Gallimard, coll. "L'Imaginaire", 1997. Préface de Myriam Boucharenc.
- Les Dernières Nuits de Paris, Paris, Calmann-Lévy, 1928.
  - Réédition, Gallimard, coll. "L'Imaginaire", 1997. Préface de Claude Leroy.
- Le Roi de la vie, Paris, Cahiers libres, 1928. Recueil de quatre récits.
  - Le Roi de la vie et autres nouvelles. Recueil augmenté établi par l'auteur, Paris, Lachenal & Ritter, 1992.
- Le Grand Homme, Paris, Kra, 1929.
- Les Moribonds, Paris, Rieder, coll. "Prosateurs français contemporains", 1934.

### Théâtre
- Vous m'oublierez, sketch ; S'il vous plaît, pièce en 3 actes, en collaboration avec André Breton, 1920 ; rééd. in:  Les Champs magnétiques, Gallimard, 1967.
- Tous ensemble autour du monde. Pièce en 3 actes d'après un conte des frères Grimm. Alger, Charlot, 1943.
- La Prescription anonyme. Sketch, en coll. avec Isidore Bernhart, Lausanne, Eynard et Blanqui, 1947.
- Rendez-vous ! Mise en scène de Raymond Paquet, Compagnie dramatique d’Aquitaine, Bordeaux, 1972 ; diffusé en 1973 sur la Troisième chaîne ; reprise en mars 1981, Entrepôt Lainé, Bordeaux.
- À vous de jouer. Recueil de 5 pièces. Lyon, J.-M. Laffont, 1980.

### Essais
- Anthologie de la nouvelle poésie française. Établie par Ph. Soupault avec Léon Pierre-Quint, Francis Gérard et Mathias Lübeck. Paris, Aux Éditions du Sagittaire, Chez Simon Kra, 1924.
- Guillaume Apollinaire ou Reflets de l'incendie. Marseille, Les Cahiers du Sud, coll. "Critique", n° 3, 1926.
- Anthologie de la nouvelle prose française. Établie par P. Soupault avec Léon Pierre-Quint et Nino Frank. Paris, Aux Éditions du Sagittaire, Chez Simon Kra, 1926.
- Henri Rousseau, le Douanier, Éditions des Quatre-Chemins, 1927.
- William Blake. Paris, Rieder, coll. "Maîtres de l'art moderne", 1928.
- Terpsichore. Paris, Émile Hazan, coll. "Les Neuf Muses", 1928.
- Jean Lurçat, Éditions Cahiers d'Art, coll. "Les Peintres nouveaux", 1928.
- Paolo Uccello. Paris, Rieder, coll. "Maîtres de l'art ancien", 1929)
- Baudelaire. Paris, Rieder, 1931.
- Charlot. Paris, Plon, coll. "La Grande Fable : Chroniques des personnages imaginaires", n° 3, 1931.
- Souvenirs de James Joyce. Alger, Charlot, 1943.
- Eugène Labiche, sa vie, son œuvre. Paris, Sagittaire, 1945.
- Lautréamont. Paris, Seghers, coll. "Poètes d'aujourd'hui", n° 6, 1946.
- Alfred de Musset. Paris, Seghers, coll. "Poètes d'aujourd'hui", 1957.
- Comptines de langue française, anthologie, Paris, Seghers, 1961.
- Profils perdus. Paris, Mercure de France, 1963, 2015.
- L'Amitié. Hachette, 1965.
- Collection fantôme. Préface au catalogue de l'exposition de la galerie de Seine, Paris, 1973.
- Histoires merveilleuses des cinq continents, (recueil, avec Ré Soupault) 1975.
- Écrits de cinéma 1918-1931. Textes recueillis par Odette et Alain Virmaux. Paris, Plon, 1979.
- Écrits sur la peinture. Paris, Lachenal & Ritter, 1980.
- Un Sieur Rimbaud se disant négociant, ouvrage collectif. Paris, Lachenal & Ritter, 1984.
- Écrits sur l'art du XXe siècle. Édition établie et annotée par Serge Fauchereau. Paris, Éditions Cercle d'Art, coll. "Diagonales", 1994.
- Littérature et le reste 1919-1931. Édition établie par Lydie Lachenal. Préface d'Anne Egger. Paris, Gallimard, coll. "Les Cahiers de la NRF", 2006.

### Écrits autobiographiques
- L'Invitation au suicide, Imprimerie Birault, 1922.
- "Déposition", Paris, Les Cahiers du mois, n° 21/22, juin 1926. Première version d' Histoire d'un Blanc (1927).
- Histoire d'un Blanc. Présentation de Louis Martin-Chauffier. Paris, Au Sans Pareil, coll. "Le Conciliabule des Trente", 1927.
- Le Temps des assassins. Histoire du détenu no 1234, New York, Éditions de la Maison Française, 1945.
- Journal d'un fantôme, illustrations de André Masson, Victor Brauner, Alexandre Alexeïeff, Mario Nissim, Henri-Jacques Dupuy, François Fossorier, Raoul Ubac, Félix Labisse, Paris, Éd. du Point du jour, 1946.
- Apprendre à vivre. Postface de J.-M. Laffont. Marseille, Rijois, 1977. Reprise partielle et augmentée d'Histoire d'un Blanc (1927).
- Vingt mille et un jours, entretiens avec Serge Fauchereau, Paris, Belfond, 1980.
- Mémoires de l'oubli (1914-1923) t. I, Paris, Lachenal & Ritter, 1981. Prix Saint-Simon 1981.
- Mémoires de l'oubli (1923-1926) t. II, Paris, Lachenal & Ritter, 1986.
- Mémoires de l'oubli (1927-1933) t. III, Paris, Lachenal & Ritter, 1997.

### Dessins automatiques
Il a tout au long de sa vie conservé la pratique, théorisé par le Mouvement surréaliste, des dessins automatiques, en lien avec ses expériences quotidiennes, comme les dessins de " souvenirs de cauchemars" des années 1985 et 86.

#### Monographies
- Myriam Boucharenc, L'Échec et son double. Philippe Soupault romancier, Paris, Champion, 1997.
- Myriam Boucharenc, L'Écrivain-reporter au cœur des années trente, Villeneuve-d'Ascq, Presses universitaires du Septentrion, coll. "Objet", 2004.
- Sylvie Cassayre, Poétique de l'espace et imaginaire dans l'œuvre de Philippe Soupault, Paris, Minard-Lettres modernes, 1997.
- Henri-Jacques Dupuy, Philippe Soupault, Paris, Seghers, coll. "Poètes d'aujourd'hui", n° 58, 1957.
- Serge Fauchereau, Philippe Soupault, voyageur magnétique, Paris, Cercle d'Art, 1989.
- Lydie Lachenal, Philippe Soupault, littérature et le reste, 1919-1931, Gallimard, Paris, 2006.
- Lydie Lachenal, Philippe Soupault, chronologie, Paris, Lachenal & Ritter, 1997.
- Claude Leroy, "Soupault Philippe", in Dictionnaire de poésie de Baudelaire à nos jours (dir. Michel Jarrety), Paris, PUF, 2001.
- Bernard Morlino, Philippe Soupault, qui êtes-vous?, Lyon, La Manufacture, 1987.
- Béatrice Mousli, Philippe Soupault, Paris, Flammarion, Grandes biographies, 2010.

#### Ouvrages collectifs et revues
- Action poétique, no 76, décembre 1978.
- Philippe Soupault, le poète (dir. Jacqueline Chénieux-Gendron), Paris, Klincksieck, 1992.
- Philippe Soupault, Europe, no 769, mai 1993.
- Portraits de Philippe Soupault, Bibliothèque nationale de France, 1997.
- Présence de Philippe Soupault (dir. Myriam Boucharenc et Claude Leroy). Presses universitaires de Caen, 1999.
- Philippe Soupault. L'ombre frissonnante (dir. Arlette Albert-Birot et al.). Jean-Michel Place, 2000.
- Patiences et silences de Philippe Soupault (dir. Jacqueline Chénieux-Gendron). L'Harmattan, 2000.